# Saint-Germier (Haute-Garonne)
Saint-Germier is een gemeente in het Franse departement Haute-Garonne (regio Occitanie) en telt 100 inwoners (2009). De plaats maakt deel uit van het arrondissement Toulouse.

## Geografie
De oppervlakte van Saint-Germier bedraagt 3,8 km², de bevolkingsdichtheid is dus 26,3 inwoners per km².
De onderstaande kaart toont de ligging van Saint-Germier (Haute-Garonne) met de belangrijkste infrastructuur en aangrenzende gemeenten.

## Demografie
Onderstaande figuur toont het verloop van het inwonertal (bron: INSEE-tellingen).